# ولاية جعلان بني بو علي
ولاية جعلان بني بو علي هي ولاية في محافظة جنوب الشرقية بسلطنة عمان. تتعدد معالمها الأثرية ما بين القلاع والحصون والأبراج وكذلك المساجد القديمة. من أهم القلاع «قلعة آل حمودة» بالظاهر إضافة إلى وجود عدد من الحصون والأبراج الاثرية للمراقبة والحماية إضافة إلى عدد من العيون المائية مثل: حاصد، اللوية، جابية، جابية عيون، القطيطيرية، جابية بليدة. كما يوجد 13 برجا في مناطق مختلفة. ويعد المسجد الجامع «جامع آل حمودة»، الذي يرجع بناؤه للقرن الحادي عشر الهجري نموذجا فريدا في شكله وهندسته فهو يتألف من 55 قبة بنظام هندسي بديع، حيث سقفه المطوي بالقباب أيضا، والتي تسمح بدخول الضوء والهواء إلى المسجد، وقد تم ترميم هذا المسجد على نفقة السلطان قابوس.

## المناخ
تتميز ولاية جعلان بني بو علي بمناخها المعتدل طوال العام تقريبا، وذلك بفعل تأثير الرياح الباردة التي تهب على شواطئ بحر العرب والمحيط الهندي، حاملة الغيوم ورذاذ الأمطار، التي تكسب شواطئها أجواء لطيفة معتدلة. وهذا المناخ -بحد ذاته- يعتبر ميزة سياحية للولاية. إلا أنه ليس الميزة الوحيدة.. فهناك الأودية ذات «الخمائل الكثيفة»، وأهمها: وادي حاصد وادي سال، وادي الرويضة، وادي أبو فشيغة، وادي اللبيدعة، ووادي جريف. والميزة الثالثة: انتشار الأفلاج والتي من أهمها: أبو الحيس، الظاهر، السيح، حمد، زياد، الجيدر، الفليج، الرحيان، الجديد، جديران، زويد، بحبوح. كما يوجد حوالي 52 عينا، يجري استخدامها لري المزروعات، ولها نظام خاص لتقسيم المياه، هو أشبه بنظام الأفلاج.

## السكان
يبلغ عدد سكان ولاية جعلان بني بو علي 61 ألفا و356 نسمة حيث يبلغ عدد العمانيين 52 ألفا و835 نسمة بينما يبلغ عدد الوافدين 8 آلاف و521 نسمة حسب إحصاءات تعداد 2010.

## أهميتها
ولاية جعلان بني بو علي تعد من أكبر ولايات محافظة جنوب الشرقية مساحة وسكانا وتقع في الركن الجنوبي الشرقي من السلطنة حيث تتقارب حدودها الجغرافية مع ولاية جعلان بني بو حسن من جهة الشمال الغربي والجنوب الشرقي كما تجاورها ولاية صور من الشمال وولاية مصيرة من الشرق بمحاذاة بحر العرب والمحيط الهندي وتنفرد الولاية بتنوع جغرافي وبيئي جعلها ذات وجهة سياحية بمحافظة جنوب الشرقية والسلطنة بشكل عام.
وتعد نيابة الأشخرة أبرز مواقعها السياحية نظرا للطبيعة الخلابة واعتدال جوها طوال العام ولا سيما في فصل الصيف حيث تنخفض درجات الحرارة في هذه النيابة وما جاورها من قرى ساحلية ممتدة على الشريط الساحلي لبحر العرب وتوجد بالولاية أكثر من أربع وعشرين قرية ساحلية وأكثر من خمسين قرية وتجمعا لجيوب البادية تتوزع في ربوع الولاية ووديانها.
نالت ولاية جعلان بني بو علي نصيبها من منجزات وخدمات التنمية الشاملة التي أرسى دعائمها السلطان قابوس بن سعيد هذه المنجزات شملت مختلف مجالات الخدمة سنوجز بعضا منها على سبيل المثال لا الحصر كشواهد للتنمية المعاصرة.
وحقق مشروع طريق الأشخرة – شنة الذي أنجز ويبدأ من نيابة الأشخرة بالولاية وحتى منطقة شنة بمحافظة الوسطى يربط ولايات محافظتي جنوب الشرقية والوسطى ويختزل مسافات شاسعة ويخدم عددا من القرى الساحلية حقق بعدا مجتمعيا مهما لامس احتياج المجتمع في مجال النقل البري وتجارة الثروة البحرية السمكية وتنشيط السياحة بجانب خدمته لتنقل الأهالي عبر ولايات المحافظتين. كما أن الطرق الداخلية بالولاية قد غطت مواقع كثيرة بالولاية ويتطلع الأهالي إلى رصف طريق وادي اللبيدعة الذي يعد من الطرق الترابية الوعرة الصعبة التي تشكل صعوبة في تنقل الأهالي.

## التعليم
شهدت الولاية نهضة تعليمية واسعة حيث بلغ عدد المدارس التي تتوزع في كافة أرجاء الولاية 33 مدرسة للتعليم العام والأساسي ففي ولاية جعلان بني بو علي تم إنشاء مدرستين بنيابة الأشخرة الأولى مدرسة أبي بكر الرازي للتعليم الأساسي للصفوف من (5 ـ 10) بتكلفة بلغت مليون وسبعة وثمانين ألفا وخمسمائة واثنين وثمانين ريالا، وتتكون من 27 فصلا دراسيا إضافة إلى الغرف الإدارية ومختبرات الحاسوب والعلوم ومصادر التعلم والأنشطة ومتعددة الأغراض وغرفة الزائر الصحي وغرف للمعلمين والإداريين والأخصائي الاجتماعي.
كما تم الانتهاء من إنشاء مدرسة منير بن النير للتعليم الأساسي بنيابة الأشخرة للصفوف من (11ـ12) بتكلفة إجمالية تجاوزت ثمانمائة وخمسة وخمسين ألف ريال وتتكون من 11 فصلا دراسيا إضافة إلى الغرف الإدارية ومختبرات الحاسوب والعلوم ومصادر التعلم والأنشطة ومتعددة الأغراض وغرفة الزائر الصحي وغرف للمعلمين والإداريين والأخصائي الاجتماعي.
ويتواصل العمل حاليا في إنشاء مدرسة سيح الطلة للصفوف من الأول وحتى العاشر بمركز الولاية لتخفف عبء التكدس عن مدارس الولاية ولتخدم القرى القريبة منها مثل الطوية وسيحون وسيح الطلة.كذلك تم اضافة مدرسة في سيح الصادر وهي مدرسة القعقاع بن عمرو للتعليم الأساسي كذلك تم انشاء مدرسة جديدة في الحي االراقي للبنات وهي مدرسة بلاد بني بوعلى للتعليم الأساسي 9-12
مشروعات كهربائية
نالت الولاية نصيبها في مجال خدمة الكهرباء والمياه حيث عمت خدمة مياه محطة تحلية صور كافة أرجاء الولاية بجانب محطات التحلية الأخرى بالقرى المتباعدة وفي مجال الكهرباء كذلك توجد تغطية لمعظم القرى والوديان بالولاية كما تم مؤخرا الانتهاء من مشروع استبدال الأعمدة الخشبية الكهربائية إلى أعمدة خراسانية حيث أنهت الشركة المنفذة لمشروع استبدال الأعمدة الخشبية إلى الأعمدة الإسمنتية الخراسانية بولاية جعلان بني بو علي أعمالها للمشروع بعد أن أنجزت العمل وغطت ما يقارب من ثمانين كيلومترا بواقع أكثر من ألف عمود توزعت من محطة التغذية الكهربائية بمركز الولاية وحتى نيابة الأشخرة ومن نيابة الأشخرة حتى قرية أصيلة الساحلية ومن سيح الرمث حتى وادي اللبيدعة جنوب الولاية كما يترجم المشروع حرص حكومة السلطنة في صورة تعكس وضع الحلول والبدائل المجدية لمقاومة الأعمدة الخراسانية لمختلف الظروف والأنواء وقد ركز المشروع على تغطية أعمدة جهد ثلاثة وثلاثين لكونها أكثر الأعمدة تعرضا لتقلبات الأجواء ويترجم حرص الحكومة في اتخاذ إجراءات علمية وعملية مستقبلية تسهم برفد المجتمع بخدمات للأمد البعيد وتسعى الهيئة العامة للكهرباء والمياه في توسيع نطاق الخدمات الكهربائية على أحدث المواصفات المعمول بها في هذا المجال حيث وضعت حكومة السلطنة أفراد المجتمع العماني في مقدمة أولويات التنمية التي أرسى دعائمها السلطان قابوس بن سعيد

## ميناء الصيد البحري
يعد ميناء الصيد البحري بنيابة الأشخرة أحد الروافد الاقتصادية العمانية المهمة نظرا لما يحققه من عوائد ربحية وخدمة كبيرة لدى الصيادين ومسوقي الثروة السمكية من جانب ولما يحققه من جذب سياحي واستثماري من جانب آخر يقع الميناء في الركن الشمالي الشرقي من نيابة الأشخرة الساحلية السياحية بولاية جعلان بني بو علي يطل الميناء بموقعه الجميل على مواجهة الساحل الشرقي ويقترب كثيرا من أماكن التجمعات السكنية بالنيابة.
الميناء يعد رافدا حيويا في زيادة الناتج المحلي لاقتصاد السلطنة من المنتج السمكي وكذلك في الإسهام بتنشيط الحركة السياحية بكون الميناء يمثل واجهة سياحية جميلة لأنه أضفى لمسة جمالية على المكان مما جعل العديد من زائري النيابة يقضون أوقاتا طويلة حول هذا الميناء أو لاتخاذ قوارب صيد صغيرة يخرجون للتنزه فيها وللرحلات البحرية القصيرة. يتكون الميناء الذي نفذته وزارة الزراعة والثروة السمكية بتكلفة خمسة ملايين ونصف المليون ريال من كاسري أمواج من الحجارة الضخمة المدرعة بالكتل الخراسانية ومرسيين عائمين بالإضافة إلى الشاطئ للقوارب الصغيرة بطول 700 متر ومساحة للخدمات ومدرج للقوارب وأعمال طرق ورصف وإنارة. يبلغ طول كاسر الأمواج الرئيس 940 مترا فيما يبلغ عرض مدخل الميناء مائة متر ويستفيد من خدمات هذا الميناء 2845 صيادا ومائة واثنتان وعشرون و 122 سفينة صيد كبيرة وألف وثلاثمائة قارب 1300قارب وفق آخر إحصائيات دائرة التنمية السمكية بالأشخرة.

## الجامع رافد تعليمي وديني
يمثل جامع السلطان قابوس بولاية جعلان بني بوعلي رافدا دينيا وتعليميا مهما بالولاية حيث يتوسط موقعه بمركز الولاية بمنطقة صلال ويعمل به شباب عماني مؤهل يحرصون على أداء أدوارهم بالجامع ويشهد الجامع بجانب تأدية فروض الصلوات أيضا تقديم دروس علمية ودينية وتحفيظ للقرآن الكريم والحديث النبوي الشريف كما أن به صفوفا تعليمية يتلقى طلاب المدارس خلال فترة الصيف دروسا قرآنية وعلمية وثقافية متنوعة يشارك بها أئمة الجامع بجانب مجموعة من الشباب المتطوعين بالولاية.

## خدمات أخرى متعددة
توجد بالولاية خدمات حكومية متنوعة ومتعددة تلامس صميم اهتمام أفراد المجتمع تشمل خدمات الإسكان حيث يوجد مكتب لإدارة إسكان جعلان بالولاية والخدمات الصحية وتمثلها مجمع جعلان الصحي ومستشفى الولاية بجانب خمس مراكز صحية في كل من الخويمة والأشخرة وأصيلة والسويح والرويس كما سيتم قريبا إنشاء مستشفى (الفلاح) الذي صدر بأوامر سامية ليخدم ثلاث ولايات وهي جعلان بني بوعلي وجعلان بني بوحسن والكامل والوافي بجانب خدمات البلدية والاتصالات والزراعة والثروة الحيوانية والخدمات التي شملت مختلف مجالات الحياة.
كما تشهد الولاية تطورا في مجال الصناعات الخفيفة مثل صناعة البلاستيك والأنابيب البلاستيكية في المنطقة الصناعية الحديثة التي أنشأت شرق سيح العلا بمركز الولاية لتواكب الطفرة والتطور العمراني والصناعي بالسلطنة إذ تمثل المنطقة الصناعية بولاية جعلان بني بوعلي أهمية كبيرة للأهالي بالولاية والولايات المجاورة إذ تعد من أكبر المناطق الصناعية على مستوى ولايات محافظة جنوب الشرقية ويوجد بها أكثر من ثلاثة الآف محل يقدم خدمات متنوعة للمستفيدين منها مثل ورش تصليح السيارات ومصانع الطابوق الآلي والمحلات الفنية والكهربائية وغيرها وتستقطب المنطقة الصناعية في اليوم أكثر من ألف شخص.
أما في مجال النشاط التجاري فتعد الولاية الأهم تجاريا من حيث انتشار المحلات التجارية والأسواق ومراكز التسوق التي تزداد بصفة مستمرة كما أن الإقبال الشرائي والرواج التجاري جعل من هذه الولاية وجهة للتجار من مختلف أرجاء السلطنة بل وللمستثمرين من الدول المجاورة.

## اهتمام بالموروث الأصيل
يهتم الأهالي بولاية جعلان بني بوعلي بالحفاظ على موروثاتهم الأصيلة المتعلقة بنمط حياتهم وممارساتهم التي اعتادوا عليها منذ القدم وإلى الآن حيث يرتبطون بفنونهم القديمة مثل فن الرزحة وفن المديما والفنون النسائية مثل فن البوزلف والمغايض والحنبورة أما الفنون البدوية مثل فن الطارق وفن الونة والتغرود فيأخذ قسطا من اهتمام أهل البادية ويحافظون على ممارسة ركض العرضة سواء عرضة الخيل أو عرضة الهجن.

## المواقع السياحية
- قلعة ال حموده: وتعد أبرز معالم الولاية وقد تم بناءها في بداية القرن الثالث عشر الهجري في عهد الشيخ محمد بن علي ال حموده
- حصن البديعة يقع غرب القلعة
- مسجد جامع القبب الذي بني بطريقة هندسية ومعمارية مميزة يحتوي على 52 قبه.
- حصن المصيدرة حصن قديم لم يبقى من اثره شي تقريبا الا بقايا متهدمة يعود بناءه الى عصورسحيقة وتختلف الروايات فيمن قام ببناءه وتشيده ، يقع في المنطقة السكنية القديمة غرب جنوب وادي البطحاء
- (سوق الجمعة) الذي يعد أكبر وأشهر الاسواق منذ القدم حيث يستقطب هذا السوق العديد من التجار من مختلف الولايات كما يتمتع السوق بحركة تجارية نشطة.ويعد سوق الجمعة الذي يقع جنوب قلعة ال حمودة اقدم سوق في بلاد بني بو علي وقد تترواح فترة انشاءه الى اكثر من ثلاث مائة سنة تقريبا حسب ما تشير الية كثير من الروايات الشعبية والتي تناقلتها الاجيال جيل بعد جيل
- منطقة حيرة السندة بمثابة متحف شامل إذ تضم سوراً يحيط بالحارة وله بوابتان إحداهما تقع في الشمال الغربي من السور وتسمى (دروازة مزلَّق) ومن الجهة الشرقية توجد البوابة الشرقية ويطلق عليه (دروازة البلوش) وهي ملاصقة لبيت رجل الدين المعروف يوسف بن محمد بن طالب بن عبدالعزيز بن عبدالله البلوشي من جهة الجنوب ومن الجهة الشمالية بيت ناصر بن عبد الله بن مسعود السنيدي كما يوجد بالحارة عدد من البيوت الأثرية لبيوت قبيلة السندة كبيت عيال علي بن خميس بن ربيع السنيدي والذي يعد من اقدم البيوت التي تم تشييدها في حيرة السندة كذلك بيت خميس بن سعيد بن صالح السنيدي وبيت ولد دروع وبيت محمد بن خميس بن حمد السنيدي وغيرها من البيوت الاثرية التي تتميز بعمق تاريخي مع الاشارة الا ان البيوت وان اختلفت مسميات اهلها الا انها تعد من المواريث التي ورثوها اهلها من اجدادهم كذلك توجد بعض المنازل الاثرية القديمة التي تقع خارج السور المحيط بالحارة

ومن ضمن المعالم الاثرية التي تضمها حيرة السندة المساجد القديمة مثل (مسجد الكفي والعود، ومسجد البلوش ، مسجد اولاد غابش ومسجد السدرة ) التي تم تشييدها منذ فترة زمنية طويلة تصل الى اكثر من مائتان سنة واكثر بالإضافة إلى الاسواق القديمة كسوق السندة ، بالإضافة إلى المزارع التي تقع في الجانب الغربي والشمالي من الحارة والتي تسقيها مجموعة من الافلاج الداودية
- توجد عدة أبراج في سيح السندة إضافة إلى ابراج اللوية والجشة والزردوم والحيرة وابوهدمه.
- الشواطئ الساحلية ذات الطبيعة الباردة مثل نيابة الأشخرة وقرى أصيلة والسويح والبندر الجديد والحدة والرويس والدفة والخبة ورأس الجنز كذلك تتمتع الولاية بأودية جميلة جدا وسياحية مثل وادي حاصد وادي برج واديمديوران وادي كابد وادي قرحة السودي وادي سال ووادي أبومدرة ووادي أبوفشيقة ووادي الجحلة وودادي الرويضة ووادي قرون البر ووادي النقر ووادي الطرفا ووادي الشكلة وكذلك وادي اللبيدعة الذي يبعد عن مركز الولاية حوالي أربعون دقيقة بالسيارة وتعتبر أجواء الولاية في أشهر الصيف بحكم اطلالتها على بحر العرب والمحيط الهندي أجواء استثنائية فعندما تصل درجة الحرارة إلى قرابة 50 درجة سيليزية في وسط المدينة بولاية جعلان بني بوعلي والولايات الأخرة تكون بالشريط الساحلي الممتد من رأس الجنز شمالا وحتى رأس الرويس جنوبا بمنأى عن تلك الحرارة الملهبة لتصل إلى قاربة 20 درجة سيليزية

- قلعة بيت جميع بن سليمان السنيدي الواقعة في وسط سيح سندة وبقرب مسجد جميع بن سليمان السنيدي (غفر الله له
- كذلك توجد الكثير من الأودية السياحية في الولاية مثل وادي سال وادي حاصد وادي شيجر وادي بومدره وادي محيني وادي مر وادي الجحله وادي بوفشيغة وادي كابد .وادي محيريق
- خور جعلان ويقع جنوب قرية السويح في المنطقة التي تقع فيها صخرة القليعة على ساحل بحر العرب ولكن هذ الخور تأثر كثيرا بعمليات المد والجزر والاودية مما ادى الى تراكم الرمال فيها وبالتالي اصبح من الاماكن المخفية
- جبل النييفة وهو عبارة عن مرتفع صخري يقع بمحاذاة الساحل يقع في قرية الرويس ويتميز باطلالة رائعة على ساحل بحرالعرب
- جبل قهوان المشهور والذي يعد امتداد لجبال الحجر الشرقي و لا زال كثير الناس يعيشون فيه ، ويوجد به مجموعة من العيون المائية (كعين ضوغب) التي لا زالت تصب مياهها في الاودية تنشط وتضعف مع المواسمم المطرية ناهيكم عن الحياة الفطرية التي تتواجد فيه حيث تم رصد العديد من الكائنات البرية كالغزلان والوعل العربي والذئاب وغيرها .
- كذلك توجد فباض في منطقة الجوابي (العيون) شرق جعلان بني بوعلى جيث تبعد 20 كيلومتر وهي جري حميات وجري بوهلال
-متحف الحميدي :متحف يحتوي على موروثات شعبية قديمة ويقع شرق جعلان على طريق جعلان الاشخرة